# Trichophyton rubrum
Trichophyton rubrum (червен трихофитон) е дерматофитна гъбичка от семейство Ascomycota, клас Euascomycetes. Това е изключително клонален антропофилен сапротроф, който колонизира горните слоеве на мъртвата кожа и е най-честата причина за микоза, гъбична инфекция на ноктите, гъбички по слабините (tinea cruris) и трихофития по целия свят.
Мъжете се заразяват по-често, от колкото жените. Обикновено инфекциите са ограничени до горните слоеве на епидермиса, обаче, са възможни и дълбоки инфекции. Приблизително 80 – 93% от хроничните дерматофитни инфекции в много части на развития свят се смятат за причинени от Т. rubrum, включително случаите на tinea pedis, tinea unguium, tinea manuum, tinea cruris и tinea corporis, както и някои случаи на tinea barbae. Инфекцията с Т. rubrum може също така да образува гранулом. Обширни грануломни образувания могат да настъпят при пациенти с имунни недостатъци (например синдром на Кушинг).